# دبليو زد-7
دبليو زد-7 هي طائرة دون طيار صينية،الطائرة من تصميم مجموعة تشنغدو لصناعة الطائرات وتم الكشف عنها رسمياً للعامة خلال معرض الصين الدولي للطيران والفضاء 2021.